# Frans de Nijs
François Julianus (Frans) de Nijs (Hontenisse, 1 februari 1919 – Obdam, 20 december 1999) was een Nederlands politicus van de KVP en later het CDA.
Hij werd geboren in Zeeuws-Vlaanderen in een boerengezin met 18 kinderen. In 1957 werd hij gemeentesecretaris van Graauw en Langendam nadat zijn voorganger A.Th.H. Dalmijn betrapt was op fraude. Vanaf oktober 1960 was De Nijs daar burgemeester tot de opheffing van die gemeente in 1970. Kort daarop volgde zijn benoeming tot burgemeester van de toenmalige Noord-Hollandse gemeente Obdam wat hij tot zijn vervroegde pensionering in 1982 zou blijven. Hij overleed eind 1999 op 80-jarige leeftijd.